# Eulalie Morin
Eulalie Françoise Anne Cornillaud, conocida como Eulalie Morin, (Nantes, 27 de mayo de 1765 – París, 31 de mayo de 1852) fue una pintora y miniaturista francesa. 

## Biografía
Nació el 27 de mayo de 1765 en la parroquia Saint-Similien de Nantes (Loire-Atlantique), Morin fue la hija mayor de Jacques Cornillaud (1729-1798) y Eulalie Charlotte Barbaux (1740-1828). Su padre fue capitán de un barco mercante que transportaba azúcar entre Santo Domingo y Nantes, propietario de plantaciones en el distrito de Grands Bois en Santo Domingo.
El 11 de diciembre de 1794 se casó en Nantes con Nicolás Morin (1766-1855), empleado en las oficinas de la agencia de comercio exterior de esta ciudad, eliminado de la lista de emigrantes en 1796. Residió en París probablemente entre 1795 y 1808. Residió también durante varios años en Florencia, donde fue dama de honor de la princesa Elisa Bonaparte y donde su marido figuraba como inspector de derechos humanos en 1813.
Morin, madre del físico Arthur Jules Morin (1795-1880), murió en el sexto distrito de París el 31 de mayo de 1852.

## Trabajos
Morin se formó como pintora en el estudio de Guillaume Lethière (1760-1832) y también pudo haber estudiado con Jean-Baptiste Isabey (1767-1806). Es conocida por sus miniaturas y retratos. Entre 1798 y 1804, expuso sus obras en el Salón de París. Su Retrato de Juliette Récamier, exhibido en el Salón de 1799 y conservado en el Museo Nacional de los Castillos de Versalles y el Trianón, se menciona en el libro Mujeres Pintoras del Mundo de 1905. Madame de Staël tenía una copia en su habitación en el castillo de Coppet, en Suiza.
Enseñó arte a las hijas de Elisa Bonaparte, la hermana menor de Napoleón Bonaparte, lo que se explica por su proximidad y su presencia en la corte de esta princesa en Florencia.

## Obra

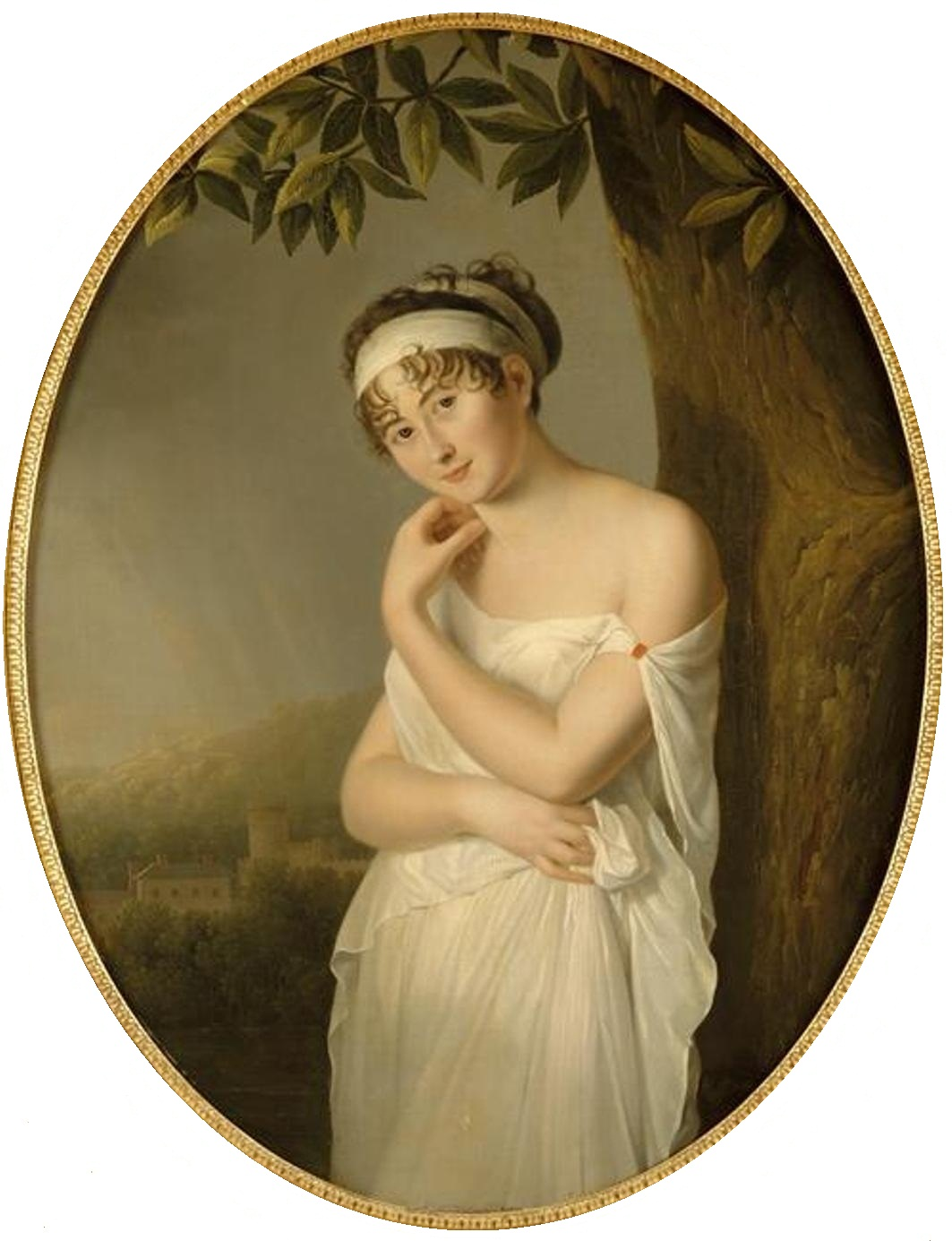
Retrato de Juliette Récamier (alrededor de 1798), Palacio de Versalles.